# Сања Анђелковић
Сања Анђелковић(1991, Нови Сад) – је аудио-визуелна и текстуална истраживачка уметница рођена у Новом Саду 1991. године, у којем живи и ради. Основне (2019.) и мастер студије (2021.) завршила је на одсеку Нови Медији, на Универзитету у Новом Саду. Сањина аудио-визуелна и текстуална уметничка пракса базирана је на истраживачком процесу, са акцентом на испитивању границе између документаризма и спекулативности, са фокусом на питања рода, друштвено-политичког контекста, и места личне трауме. Добитница је награде Димитрије Башићевић Мангелос (YВАА, Београд, Србија, 2023).

## Биографија
Рођена је у Новом Саду 1991. године, у којем живи и ради. Заинтересована је за паралеле и испитује како се идеја „дома” мења у историјском, географском, друштвеном и еколошком контексту. Она црпи референце из различитих актуелних појава и ради са архивама из различитих државних институција стварајући вишеслојна дела. 

### Образовање
- 2023 - Докторски кандидат на Универзитету примењених уметности Беч[3], Беч, Аустрија
- 2019/21 - МФА Уметност нових медија, Универзитет у Новом Саду, Академија уметности, Нови Сад, Србија
- 2015/19 - БФА у уметности нових медија, Универзитет у Новом Саду, Академија уметности, Нови Сад, Србија
- 2013/14 - Центар за културне иницијативе ОГЛЕДАЛО, Комора Музичко позориште Огледало, Нови Сад, Србија
- 2010/2012 - Дипломирани енглески језик и књижевност, Универзитет у Новом Саду, Филолошки одсек

## Самосталне изложбе/ пројекције / представе (избор)
- 2022 - Снег лети лети на једном крају света - другом, хвата га у Центру за културну деконтаминацију, Београд, Србија
- 2017 - Белешке о комуникацији, Ротердам, Холандија

## Групне изложбе (избор)
- 2023 - Изложба финалиста награде Мангелос, Галерија Ремонт, Београд, Србија
- 2022 - 10,9,8 ,7,6... и Живот на Земљи? на ТЕНТ Бијеналу, Калкута, Индија
- 2021 - ОСТРАЛЕ Бијенале О21, Дрезден, Немачка
- 2020 - Годишња изложба СУЛУВ, Нови Сад, Србија
- 2019 - Уметност и технологија, Музеј науке и технике, Београд, Србија

## Награде
- 2023 - Награда за младе визуелне уметнике „Димитрије Башичевић Мангелос”
- 2022 - награда Секундарне архиве - Фондација„ Катарзина Козира”, Пољска
- 2021- НОВО СЕМЕ НАГРАДА, Фонд принца Клауса, Амстердам, Холандија